# Guazauvirá-szarvas
A Guazauvirá-szarvas (Mazama gouazoubira) az emlősök (Mammalia) osztályának párosujjú patások (Artiodactyla) rendjébe, ezen belül a szarvasfélék (Cervidae) családjába és az őzformák (Capreolinae) alcsaládjába tartozó faj.

## Előfordulása
A Guazauvirá-szarvas előfordulási területe Észak-Argentína, Bolívia, Dél-Peru, Brazília keleti és déli részei, Paraguay és Uruguay. Az Andok keleti hegylábaitól az Atlanti-óceánig sokfelé megtalálható; kivételt képeznek az Amazonas-medence és Patagónia.

## Alfajai
- Mazama gouazoubira cita Osgood, 1912
- Mazama gouazoubira gouazoubira G. Fischer [von Waldheim], 1814
- Mazama gouazoubira medemi Barriga-Bonilla, 1966
- Mazama gouazoubira mexianae Hagmann, 1908
- Mazama gouazoubira murelia J. A. Allen, 1915
- Mazama gouazoubira sanctaemartae J. A. Allen, 1915
- Mazama gouazoubira rondoni Miranda-Ribeiro, 1915
- Mazama gouazoubira superciliaris Gray, 1852
- Mazama gouazoubira tschudii Wagner, 1855

A Mazama nemorivaga (F. Cuvier, 1817) és a Mazama pandora Merriam, 1901 nevű nyársasszarvasokat is, korábban a Guazauvirá-szarvas alfajainak vélték.

## Megjelenése
Az átlagos testhossza 85–105 centiméter és testtömege 11–25 kilogramm között mozog. A szőrzete a szürkésbarnától a sötétbarnáig változik. A világosabb árnyalatú példányok a nyíltabb térségekben élnek, míg a sötétebbek a sűrűbb növényzetű térségek lakói. Még ugyanabban az állományban is vannak különböző árnyalatú példányok. A farok alsó fele fehér; ezt a testszínénél világosabb árnyalat szegélyezi. Élőhelyét sok helyen megossza a vörös nyársasszarvassal (Mazama americana) azonban könnyen meg lehet különböztetni a kettőt, hiszen más-más színűek és a Guazauvirá-szarvas kisebb termetű.

## Életmódja
A dél-amerikai alföldek ligeterdeiben és bozótosaiban él. A túl nyílt térségeket és a sűrű erdőket kerüli. Elsősorban perjefélékkel és lágy szárú növényekkel táplálkozik, de az év egyes szakaszaiban, amikor megérnek egyes termések, akkor majdnem kizárólag gyümölcsökkel és hüvelyestermésekkel táplálkozik. A szárazabb időszakokban a pozsgásokból, a gyökerekből és a levelekből nyeri ki a számára szükséges vizet. Főleg nappal tevékeny, azonban a nyílt területekre csak éjszaka merészkedik ki. Magányos és területvédő. Egy-egy bika területén, néhány suta is előfordul; a bika területén belül a suták is kijelölnek maguknak egy-egy területet.

## Képek

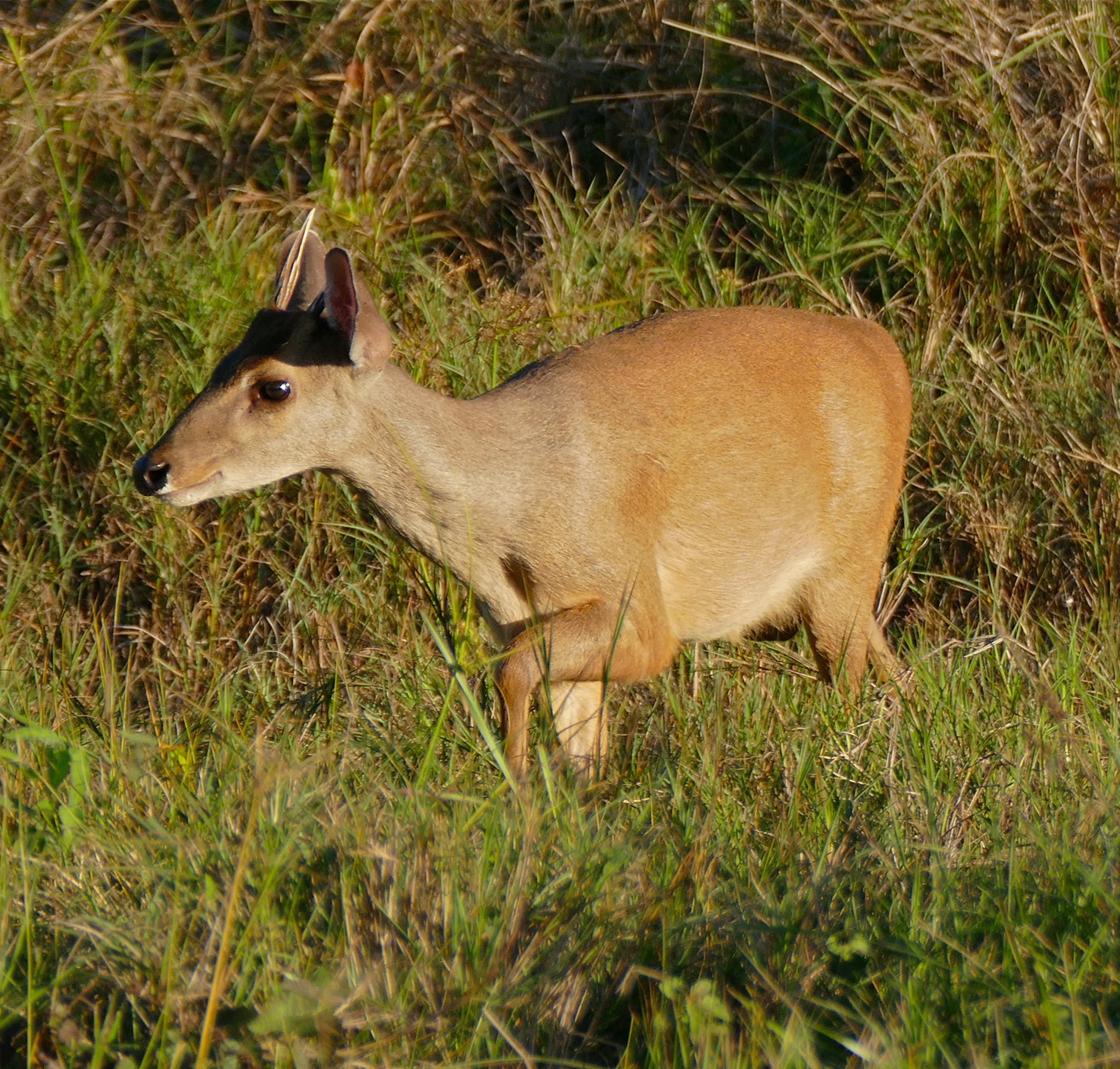
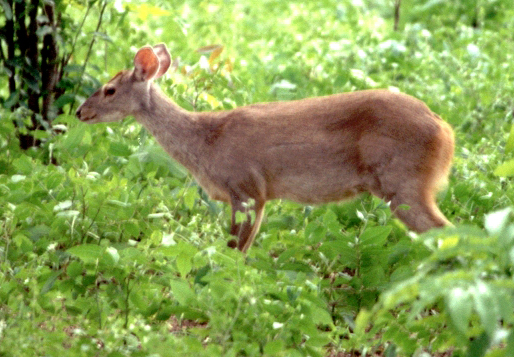
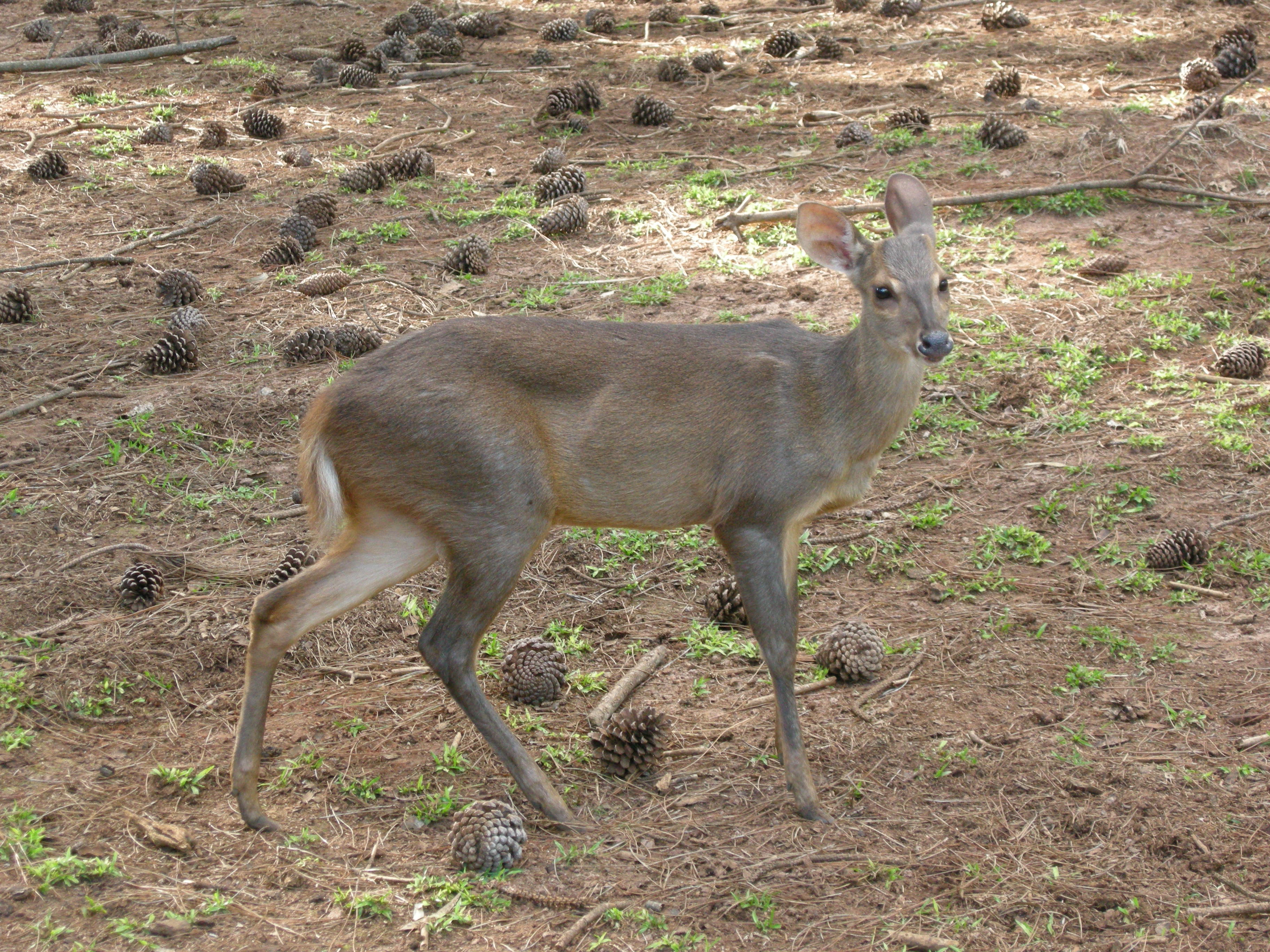
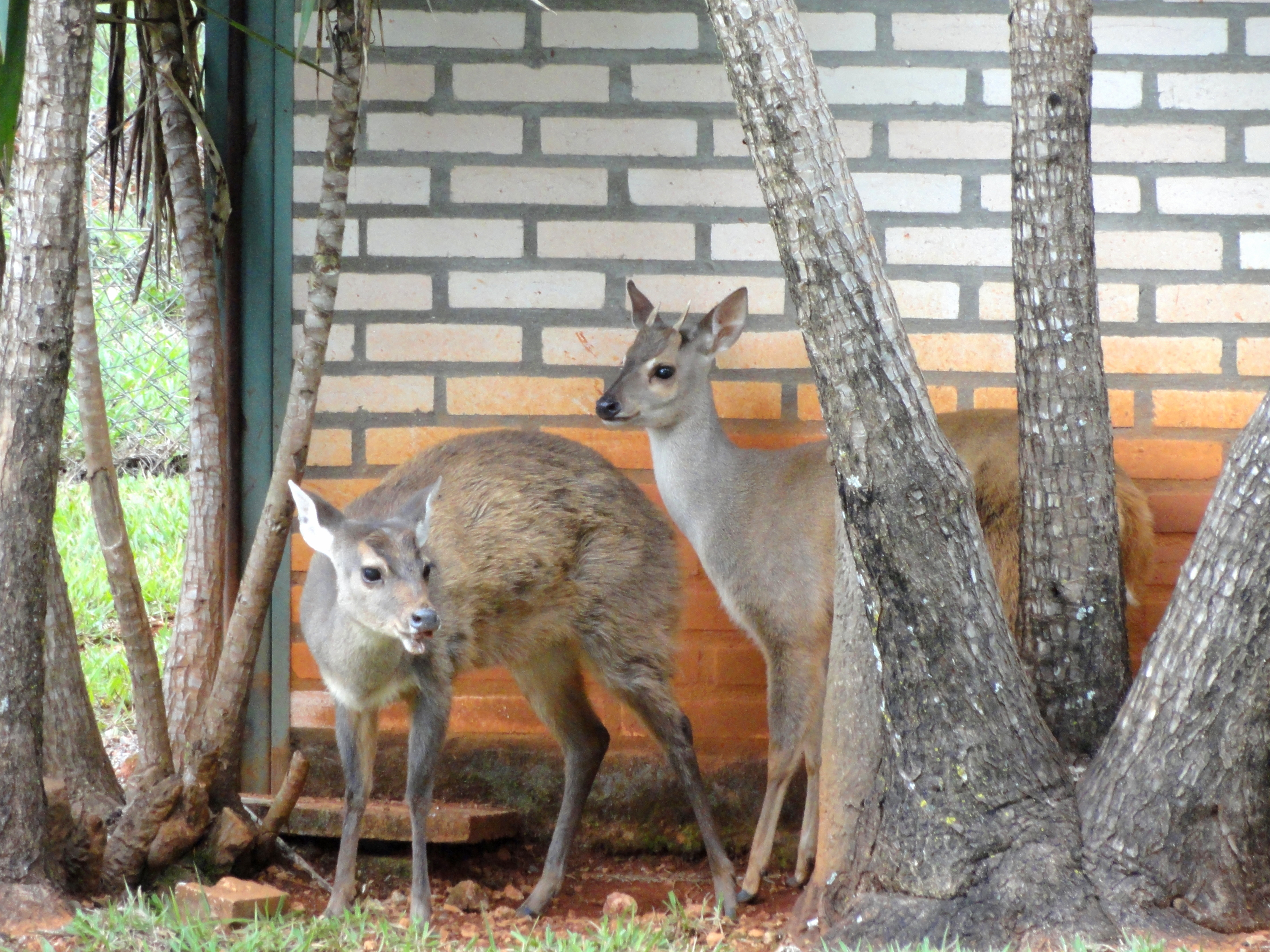

## Szaporodása
Az ivarérettséget 18 hónapos korban éri el. Az eddigi kutatások szerint, úgy tűnik hogy nincs meghatározott szaporodási időszaka. A vemhesség 7 hónapig tart. Ellés után a suta újból hajlandó párzani; emiatt ez a szarvasfaj akár két borjúnak is életet adhat ugyanabban az évben. Az elválasztásig az anya gondoskodik borjáról; az elválasztásig tartó időtartam nem ismert.

### Fordítás
- Ez a szócikk részben vagy egészben  a   Gray brocket című angol Wikipédia-szócikk ezen változatának fordításán alapul.  Az eredeti cikk szerkesztőit annak laptörténete sorolja fel. Ez a jelzés csupán a megfogalmazás eredetét és a szerzői jogokat jelzi, nem szolgál a cikkben szereplő információk forrásmegjelöléseként.